# 手持表

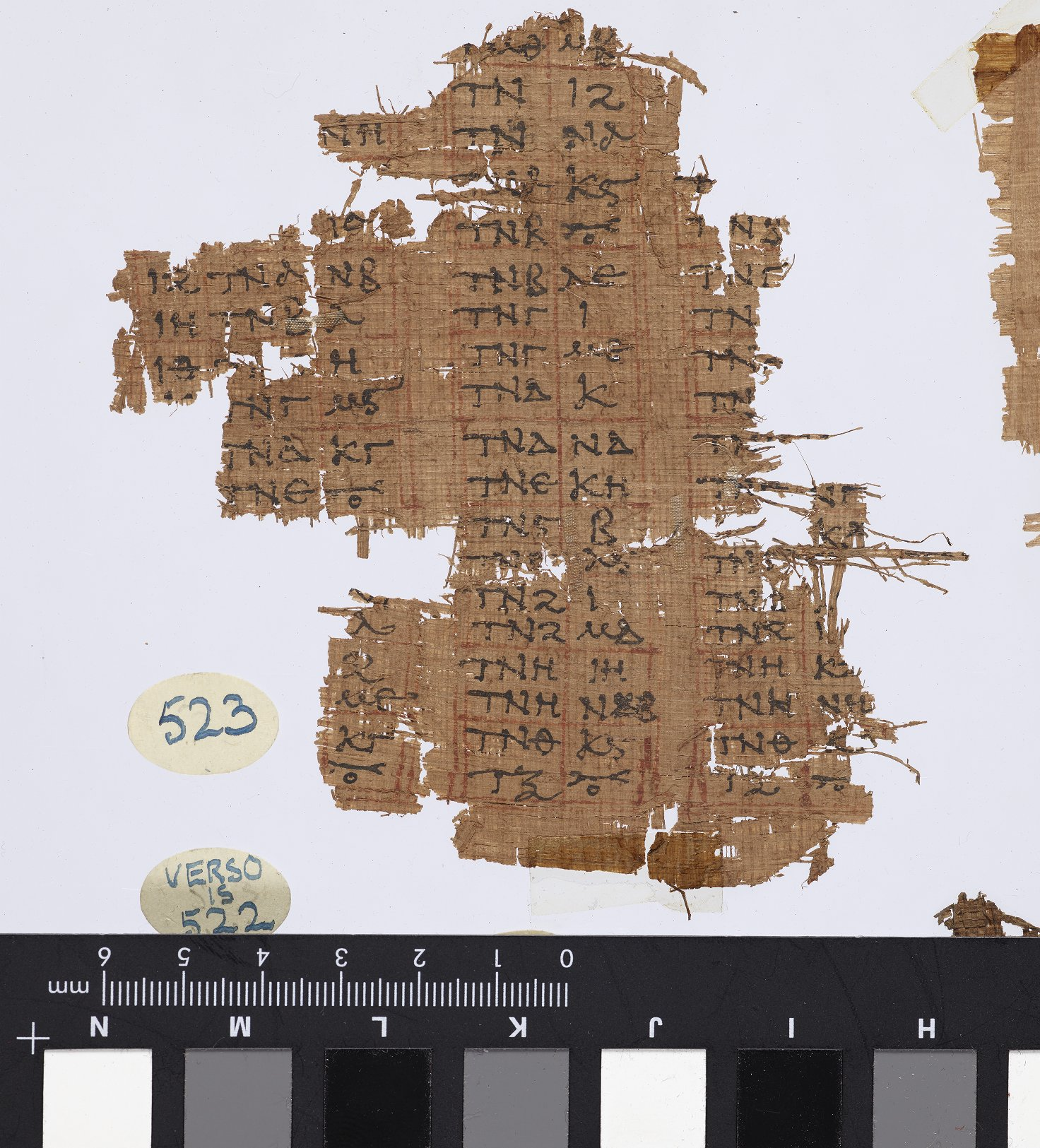
西元3世紀托勒密《手持表》的紙莎草碎片。

手持表（羅馬化：Procheiroi kanones）也稱為工具表或實用表，是二世紀天文學家托勒密在完成《天文學大成》後創建的一組天文表（星曆表）。手持表詳細闡述了《天文學大成》中的天文表，並包括使用說明，但為了便於實際計算，省略了理論注釋。該作品在古典時代晚期以及中東和地中海東部中世紀傳統中被認為具有重要意義。
Rylands圖書館現存最早的手稿可追溯到西元3世紀。托勒密也被認為製作了《著名都市表 (托勒密)》，作為他的天文表輔助工具。 